# ابراهیم‌آباد جدید
ابراهیم‌آباد جدید روستایی است که در استان اردبیل، شهرستان پارس‌آباد، بخش مرکزی، دهستان قشلاق شمالی قرار دارد.

## جمعیت
بر اساس سرشماری سال ۱۳۸۵ جمعیت این روستا ۲۰۰۶ نفر با ۴۳۲ خانوار بوده‌است.